# ویدئوشناسی بی‌تی‌اس
این مقاله ویدیوگرافی و فیلم‌شناسی بی‌تی‌اس، گروه پسرانهٔ اهل کره جنوبی است.

## موزیک ویدئوها

### به عنوان آرتیست اصلی
| موزیک ویدئو                                                               | سال  | کارگردان(ها)                                                  | مدت  | توضیحات                                       | منابع  |
| ------------------------------------------------------------------------- | ---- | ------------------------------------------------------------- | ---- | --------------------------------------------- | ------ |
| «خیالبافی دیگه بسه» (노 모어 드림)                                        | ۲۰۱۳ | هونگ وون-کی (Zanybros)                                        | ۴:۵۰ | ن/م                                           | [ ۱ ]  |
| «خیالبافی دیگه بسه» (ورژن دنس)                                            | ۲۰۱۳ | هونگ وون-کی (Zanybros)                                        | ۴:۰۱ | ن/م                                           | [ ۱ ]  |
| «ما ضدگلوله‌ایم قسمت ۲» (위 아 불렛프루프 Pt.2)                            | ۲۰۱۳ | هونگ وون-کی (Zanybros)                                        | ۳:۵۲ | ن/م                                           | [ ۲ ]  |
| «ان. او» (엔. 오)                                                         | ۲۰۱۳ | هونگ وون-کی (Zanybros)                                        | ۴:۰۴ | ن/م                                           | [ ۳ ]  |
| «پسر عاشق» (상남자)                                                       | ۲۰۱۴ | چوی یونگ‌سوک و ادی کو (لومپنس)                                 | ۴:۴۲ | ن/م                                           | [ ۴ ]  |
| «پسر عاشق» (ورژن دنس) (상남자)                                            | ۲۰۱۴ | چوی یونگ‌سوک و ادی کو (لومپنس)                                 | ۴:۰۰ | ن/م                                           | [ ۴ ]  |
| «فقط یک روز» (하루만)                                                     | ۲۰۱۴ | لومپنس                                                        | ۴:۰۹ | ن/م                                           | [ ۵ ]  |
| «فقط یک روز» (ورژن دنس)                                                   | ۲۰۱۴ | لومپنس                                                        | ۴:۰۱ | ن/م                                           | [ ۵ ]  |
| «فقط یک روز» (Facial Expression Ver.)                                     | ۲۰۱۴ | لومپنس                                                        | ۴:۰۱ | ن/م                                           | [ ۵ ]  |
| «فقط یک روز» (One-Take Ver.)                                              | ۲۰۱۴ | لومپنس                                                        | ۴:۰۱ | ن/م                                           | [ ۵ ]  |
| «خیالبافی دیگه بسه» (ورژن ژاپنی)                                          | ۲۰۱۴ | چوی یونگ‌سوک (لومپنس)                                          | ۳:۵۰ | ن/م                                           | [ ۶ ]  |
| «پسر عاشق» (ورژن ژاپنی)                                                   | ۲۰۱۴ | چوی یونگ‌سوک (لومپنس)                                          | ۳:۵۶ | ن/م                                           | [ ۷ ]  |
| «خطر»                                                                     | ۲۰۱۴ | چوی یونگ‌سوک (لومپنس)                                          | ۴:۵۲ | ن/م                                           | [ ۸ ]  |
| «جنگ هورمون» (호르몬 전쟁)"                                               | ۲۰۱۴ | هونگ وون-کی (Zanybros)                                        | ۴:۵۹ | ن/م                                           | [ ۹ ]  |
| «خطر (ورژن ژاپنی)»                                                        | ۲۰۱۴ | ادی کو (لومپنس)                                               | ۴:۱۲ | ن/م                                           | [ ۱۰ ] |
| «به تو نیاز دارم»                                                         | ۲۰۱۵ | لومپنس                                                        | ۳:۴۰ | محتوای بی‌یو تأیید شده توسط بیگ هیت انترتینمنت | [ ۱۱ ] |
| «به تو نیاز دارم (ورزن اریجینال)»                                         | ۲۰۱۵ | چوی یونگ‌سوک (لومپنس)                                          | ۵:۳۳ | محتوای بی‌یو تأیید شده توسط بیگ هیت انترتینمنت | [ ۱۱ ] |
| «برای تو»                                                                 | ۲۰۱۵ | هونگ وون-کی (Zanybros)                                        | ۵:۰۷ | ن/م                                           | [ ۱۲ ] |
| «برای تو (ورژن دنس)»                                                      | ۲۰۱۵ | هونگ وون-کی (Zanybros)                                        | ۴:۴۶ | ن/م                                           | [ ۱۳ ] |
| «عالی (쩔어)»                                                             | ۲۰۱۵ | ووگی کیم (جی‌دی‌دبلیو)                                          | ۴:۱۷ | ن/م                                           | [ ۱۴ ] |
| «بدو»                                                                     | ۲۰۱۵ | چوی یونگ‌سوک و ادی کو (لومپنس)                                 | ۷:۳۱ | محتوای بی‌یو تأیید شده توسط بیگ هیت انترتینمنت | [ ۱۵ ] |
| «(به تو نیاز دارم (ورژن ژاپنی»                                            | ۲۰۱۵ | ادی کو (لومپنس)                                               | ۳:۳۹ | محتوای بی‌یو تأیید شده توسط بیگ هیت انترتینمنت | [ ۱۶ ] |
| «بدو (ورژن ژاپنی)»                                                        | ۲۰۱۶ | لومپنس                                                        | ۳:۵۶ | محتوای بی‌یو تأیید شده توسط بیگ هیت انترتینمنت | [ ۱۷ ] |
| «پایان: همیشه جوان»                                                       | ۲۰۱۶ | ووگی کیم (جی‌دی‌دبلیو)                                          | ۳:۲۶ | محتوای بی‌یو تأیید شده توسط بیگ هیت انترتینمنت | [ ۱۸ ] |
| «آتش (불타오르네)»                                                        | ۲۰۱۶ | لومپنس                                                        | ۴:۵۵ | ن/م                                           | [ ۱۹ ] |
| «آتش (불타오르네) (ورژن دنس)»                                             | ۲۰۱۶ | لومپنس                                                        | ۳:۳۸ | ن/م                                           | [ ۱۹ ] |
| «نجاتم بده»                                                               | ۲۰۱۶ | ووگی کیم (جی‌دی‌دبلیو)                                          | ۳:۳۷ | ن/م                                           | [ ۲۰ ] |
| «خون عرق و اشک‌ها» (피 땀 눈물)                                            | ۲۰۱۶ | لومپنس                                                        | ۶:۰۴ | محتوای بی‌یو تأیید شده توسط بیگ هیت انترتینمنت | [ ۲۱ ] |
| «روز بهاری» (봄날)                                                        | ۲۰۱۷ | لومپنس                                                        | ۵:۲۹ | ن/م                                           | [ ۲۳ ] |
| «امروز نه»                                                                | ۲۰۱۷ | ووگی کیم (جی‌دی‌دبلیو)                                          | ۴:۵۰ | ن/م                                           | [ ۲۴ ] |
| «امروز نه (ورژن کوریوگرافی)»                                              | ۲۰۱۷ | ووگی کیم (جی‌دی‌دبلیو)                                          | ۸:۰۲ | ن/م                                           | [ ۲۵ ] |
| «خون عرق و اشک‌ها» (ورژن ژاپنی) (血、汗、涙)                               | ۲۰۱۷ | چوی یونگ‌سوک (لومپنس)                                          | ۴:۱۲ | محتوای بی‌یو تأیید شده توسط بیگ هیت انترتینمنت | [ ۲۶ ] |
| «برگرد خونه»                                                              | ۲۰۱۷ | هونگ وون-کی (Zanybros)                                        | ۴:۳۱ | سوته‌جی ۲۵ پروجکت - «تایم:تراولر»              | [ ۲۷ ] |
| «دی‌ان‌ای»                                                                  | ۲۰۱۷ | چوی یونگ‌سوک (لومپنس)                                          | 4:16 | ن/م                                           | [ ۲۸ ] |
| «مایک دراپ (ریمیکس استیو آئوکی)»                                          | ۲۰۱۷ | ووگی کیم (جی‌دی‌دبلیو)                                          | ۴:۳۴ | ن/م                                           | [ ۳۰ ] |
| «مایک دراپ -ورژن ژاپنی - (Short ver.)»                                    | ۲۰۱۷ | ووگی کیم (جی‌دی‌دبلیو)                                          | ۲:۲۱ | ن/م                                           | [ ۳۰ ] |
| «مایک دراپ -ورژن ژاپنی»                                                   | ۲۰۱۷ | ووگی کیم (جی‌دی‌دبلیو)                                          | ۴:۲۹ | ن/م                                           | [ ۳۰ ] |
| «با سئول»                                                                 | ۲۰۱۷ | ناشناس                                                        | ۵:۰۸ | ویدئوی تبلیغاتی برای سئول                     | [ ۳۱ ] |
| «عشق دروغین»                                                              | ۲۰۱۸ | چوی یونگ‌سوک (لومپنس)                                          | ۵:۱۹ | محتوای بی‌یو تأیید شده توسط بیگ هیت انترتینمنت | [ ۳۳ ] |
| «عشق دروغین» – (Extended ver.)                                            | ۲۰۱۸ | چوی یونگ‌سوک (لومپنس)                                          | ۶:۲۲ | محتوای بی‌یو تأیید شده توسط بیگ هیت انترتینمنت | [ ۳۴ ] |
| «آیدل»                                                                    | ۲۰۱۸ | چوی یونگ‌سوک (لومپنس)                                          | ۳:۵۲ | ن/م                                           | [ ۳۵ ] |
| «آیدل» (با همکاری نیکی میناژ)                                             | ۲۰۱۸ | چوی یونگ‌سوک (لومپنس)                                          | ۴:۵۵ | ن/م                                           | [ ۳۶ ] |
| «هواپیما قسمت ۲ (ورژن ژاپنی)»                                             | ۲۰۱۸ | چوی یونگ‌سوک (لومپنس)                                          | ۳:۴۷ | ن/م                                           | [ ۳۷ ] |
| «작은 것들을 위한 시 (پسری با عشق)» (با همکاری هالزی)                     | ۲۰۱۹ | چوی یونگ‌سوک (لومپنس)                                          | ۴:۱۲ | ن/م                                           | [ ۳۸ ] |
| «작은 것들을 위한 시 (پسری با عشق» (با همکاری هالزی) (ARMY with Luv Ver.) | ۲۰۱۹ | چوی یونگ‌سوک (لومپنس)                                          | ۴:۰۳ | ن/م                                           | [ ۳۹ ] |
| «ضربان قلب»                                                               | ۲۰۱۹ | ناشناس                                                        | ۴:۱۶ | اریجینال ساندترک برای بی‌تی‌اس ورلد             | [ ۴۰ ] |
| «نورها»                                                                   | ۲۰۱۹ | دوری کواک (جی‌دی‌دبلیو)                                         | ۵:۲۶ | ن/م                                           | [ ۴۱ ] |
| «درستش کن (با همکاری لو)»                                                 | ۲۰۱۹ | گوزا (لومپنس)                                                 | ۴:۱۷ | ن/م                                           | [ ۴۲ ] |
| «درستش کن (Vertical ver.)»                                                | ۲۰۱۹ | گوزا (لومپنس)                                                 | ۴:۰۰ | ن/م                                           | [ ۴۳ ] |
| «'ON' Kinetic Manifesto Film: Come Prima»                                 | ۲۰۲۰ | چوی یونگ‌سوک (لومپنس)                                          | ۴:۵۸ | ن/م                                           | [ ۴۴ ] |
| «ادامه»                                                                   | ۲۰۲۰ | چوی یونگ‌سوک (لومپنس)                                          | ۵:۵۴ | ن/م                                           | [ ۴۵ ] |
| «قوی سیاه»                                                                | ۲۰۲۰ | چوی یونگ‌سوک (لومپنس)                                          | ۳:۳۷ | ن/م                                           | [ ۴۶ ] |
| «ما ضدگلوله‌ایم: جاودان»                                                   | ۲۰۲۰ | وون‌مو سونگ                                                    | ۴:۳۳ | ۲۰۲۰ بی‌تی‌اس فستا                              | [ ۴۷ ] |
| «باارزش بمان»                                                             | ۲۰۲۰ | کو یو جونگ                                                    | ۴:۱۵ | ن/م                                           | [ ۴۸ ] |
| «دینامیت»                                                                 | ۲۰۲۰ | چوی یونگ‌سوک و یون جی‌هه (لومپنس)                               | ۳:۴۴ | اولین تک‌آهنگ انگلیسی‌زبان                      | [ ۴۹ ] |
| «دینامیت (بی-ساید)»                                                       | ۲۰۲۰ | چوی یونگ‌سوک و یون جی‌هه (لومپنس)                               | ۳:۴۷ | اولین تک‌آهنگ انگلیسی‌زبان                      | [ ۵۰ ] |
| «دینامیت ('70s remix)»                                                    | ۲۰۲۰ | چوی یونگ‌سوک و یون جی‌هه (لومپنس)                               | ۳:۲۱ | اولین تک‌آهنگ انگلیسی‌زبان                      | [ ۵۱ ] |
| «دینامیت (ورژن کوریوگرافی)»                                               | ۲۰۲۰ | چوی یونگ‌سوک و یون جی‌هه (لومپنس)                               | ۳:۲۶ | اولین تک‌آهنگ انگلیسی‌زبان                      | [ ۵۲ ] |
| «زندگی ادامه دارد»                                                        | ۲۰۲۰ | جون جونگ‌کوک، چوی یونگ‌سوک (لومپنس) و یون جی‌هه (لومپنس)         | ۳:۵۰ | ن/م                                           | [ ۵۳ ] |
| «زندگی ادامه دارد: روی بالشم»                                             | ۲۰۲۰ | جون جونگ‌کوک، چوی یونگ‌سوک (لومپنس) و یون جی‌هه (لومپنس)         | ۳:۳۶ | ن/م                                           | [ ۵۴ ] |
| «زندگی ادامه دارد: در جنگل»                                               | ۲۰۲۰ | جون جونگ‌کوک، چوی یونگ‌سوک (لومپنس) و یون جی‌هه (لومپنس)         | ۳:۳۶ | ن/م                                           | [ ۵۵ ] |
| «زندگی ادامه دارد: مثل پیکان»                                             | ۲۰۲۰ | جون جونگ‌کوک، نو کیم، چوی یونگ‌سوک (لومپنس) و یون جی‌هه (دومپنس) | ۳:۳۶ | ن/م                                           | [ ۵۶ ] |
| «فیلم اوت»                                                                | ۲۰۲۱ | چوی یونگ‌سوک (لومپنس)                                          | ۳:۴۸ | ن/م                                           | [ ۵۷ ] |
| «کره»                                                                     | ۲۰۲۱ | چوی یونگ‌سوک (لومپنس)                                          | ۳:۰۲ | دومین تک‌آهنگ انگلیسی‌زبان                      | [ ۵۸ ] |
| «کره (ریمیکس هاتر)»                                                       | ۲۰۲۱ | چوی یونگ‌سوک (لومپنس)                                          | ۳:۱۵ | دومین تک‌آهنگ انگلیسی‌زبان                      | [ ۵۹ ] |
| «کره (ریمیکس کولر)»                                                       | ۲۰۲۱ | چوی یونگ‌سوک (لومپنس)                                          | ۳:۰۲ | دومین تک‌آهنگ انگلیسی‌زبان                      | [ ۶۰ ] |
| «اجازه رقص»                                                               | ۲۰۲۱ | چوی یونگ‌سوک (لومپنس) و ووگی کیم (MOTHER)                      | ۵:۰۰ | سومین تک‌آهنگ انگلیسی‌زبان                      | [ ۶۱ ] |

### به عنوان کار مشترک
| ویدئو                                                | سال  | مدت  | توضیحات | منابع  |
| ---------------------------------------------------- | ---- | ---- | ------- | ------ |
| «خطر (مو-بلو-میکس)» (بی‌تی‌اس و Thanh Bui)             | ۲۰۱۴ | ۴:۴۳ | —       | [ ۶۲ ] |
| «عشق رو صرف من کن» (استیو آئوکی با همکاری بی‌تی‌اس)    | ۲۰۱۸ | ۳:۱۲ | —       | [ ۶۳ ] |
| «چه کسی (Official Visualiser)» (لو با همکاری بی‌تی‌اس) | ۲۰۲۰ | ۳:۰۰ | —       | [ ۶۴ ] |
| «عشق وحشی» (جاش ۶۸۵، جیسون دورلو و بی‌تی‌اس)           | ۲۰۲۰ | ۳:۰۶ | —       | [ ۶۵ ] |

## نمایشگاه‌ها
| سال  | عنوان                                           | کشور                | منابع  |
| ---- | ----------------------------------------------- | ------------------- | ------ |
| ۲۰۱۵ | «رؤیای پروانه: نمایشگاه رسانهٔ آزاد بی‌تی‌اس»      | کره جنوبی           | [ ۶۶ ] |
| ۲۰۱۸ | «نمایشگاه بی‌تی‌اس: ۲۴/۷=سرندیپیتی (پنج، تا ابد)» | کره جنوبی           | [ ۶۷ ] |
| ۲۰۱۹ | «نمایشگاه بی‌تی‌اس: ۲۴/۷=سرندیپیتی (پنج، تا ابد)» | چین                 | [ ۶۸ ] |
| ۲۰۱۹ | «نمایشگاه بی‌تی‌اس: ۲۴/۷=سرندیپیتی (پنج، تا ابد)» | ایالات متحده آمریکا | [ ۶۹ ] |
| ۲۰۲۱ | «موزهٔ بی‌تی‌اس»                                   | کره جنوبی           | [ ۷۰ ] |

## فیلم
| سال  | عنوان                 | نقش    | منابع  |
| ---- | --------------------- | ------ | ------ |
| ۲۰۱۸ | صحنه را بسوزان: فیلم  | خودشان | [ ۷۱ ] |
| ۲۰۱۹ | عاشق خودت باش در سئول | خودشان | [ ۷۲ ] |
| ۲۰۱۹ | روح را بیاور: فیلم    | خودشان | [ ۷۳ ] |
| ۲۰۲۰ | سکوت را بشکن: فیلم    | خودشان | [ ۷۴ ] |

## تلویزیون
| سال  | عنوان                       | شبکه                 | توضیحات                                   | منابع         |
| ---- | --------------------------- | -------------------- | ----------------------------------------- | ------------- |
| ۲۰۱۳ | پادشاه تازه‌کار: کانال بنگتن | اس‌بی‌اس ام‌تی‌وی        | ریلتی شو از بی‌تی‌اس، ۸ قسمت                | [ ۷۵ ]        |
| ۲۰۱۴ | شغل چینی بی‌تی‌اس             | یین‌یوتای             | ریلتی شو از بی‌تی‌اس، ۳ قسمت                | [ ۷۶ ]        |
| ۲۰۱۴ | زندگی شلوغ آمریکایی         | ام‌نت                 | ریلتی شو از بی‌تی‌اس، ۸ قسمت                | [ ۷۷ ]        |
| ۲۰۱۴ | بی‌تی‌اس برو!                 | ام‌نت آمریکا          | ریلتی شو از بی‌تی‌اس، ۷ قسمت                | [ ۷۸ ]        |
| ۲۰۱۸ | بی‌تی‌اس بدو                  | ام‌نت                 | ۸ قسمت                                    | [ ۷۹ ]        |
| ۲۰۱۹ | بی‌تی‌اس بدو                  | جی‌تی‌بی‌سی، جی‌تی‌بی‌سی‌تو |                                           | [ ۸۰ ] [ ۸۱ ] |
| ۲۰۲۰ | بی‌تی‌اس بدو                  | ام‌نت                 | ۸ قسمت                                    | [ ۸۲ ]        |
| ۲۰۲۰ | بی‌تی‌اس در جنگل              | جی‌تی‌بی‌سی             | ریلتی شو از بی‌تی‌اس، ۸ قسمت                | [ ۸۳ ]        |
| ۲۰۲۱ | بیا بی‌تی‌اس                  | کی‌بی‌اس ۲تی‌وی         | برنامهٔ تاک شوی ویژهٔ ۱۰۰ دقیقه‌ای از بی‌تی‌اس | [ ۸۴ ]        |
| ۲۰۲۱ | بی‌تی‌اس در جنگل ۲            | جی‌تی‌بی‌سی             | ریلتی شو از بی‌تی‌اس، ۴ قسمت                | [ ۸۵ ]        |

## برنامه‌های آنلاین
| سال        | عنوان                      | شبکه           | توضیحات                                                           | منابع         |
| ---------- | -------------------------- | -------------- | ----------------------------------------------------------------- | ------------- |
| ۲۰۱۵       | بی‌تی‌اس بوک‌بول‌بوک           | وی لایو        | ۵ قسمت                                                            | [ ۸۶ ]        |
| ۲۰۱۵–۲۰۱۷  | بی‌تی‌اس گایو                | وی لایو        | ۱۵ قسمت                                                           | [ ۸۷ ]        |
| ۲۰۱۵–اکنون | بی‌تی‌اس بدو!                | وی لایو        | ۳ فصل                                                             | [ ۸۸ ]        |
| ۲۰۱۶–اکنون | بی‌تی‌اس: سفر به‌خیر          | وی لایو، وی‌ورس | ۴ فصل، هرکدام ۸ قسمت                                              | [ ۸۹ ] [ ۹۰ ] |
| ۲۰۱۸       | صحنه را بسوزان             | یوتیوب پریمیوم | مستندی از تور بال‌های بی‌تی‌اس، ۸ قسمت                               | [ ۹۱ ]        |
| ۲۰۱۹       | روح را بیاور: مجموعهٔ مستند | وی‌ورس          | مستندی از تور عاشق خودت باش بی‌تی‌اس، ۶ قسمت                        | [ ۹۲ ]        |
| ۲۰۲۰       | با بی‌تی‌اس کره‌ای یاد بگیر   | وی‌ورس          | ۳۰ قسمت                                                           | [ ۹۳ ] [ ۹۴ ] |
| ۲۰۲۰       | سکوت را بشکن: مجموعهٔ مستند | وی‌ورس          | مستندی از تور عاشق خودت باش و تور خودت را ابراز کن بی‌تی‌اس، ۷ قسمت | [ ۹۵ ] [ ۹۶ ] |
| ۲۰۲۰       | بی‌تی‌اس در جنگل             | وی‌ورس          | ریلتی شو از بی‌تی‌اس، ۸ قسمت                                        | [ ۹۷ ]        |
| ۲۰۲۱       | بی‌تی‌اس اسمش. سیتی          | اسمش. اپ       | مجموعهٔ ویدئویی ژاپنی مبتنی بر اپلیکیشن                            | [ ۹۸ ]        |
| ۲۰۲۱       | بی‌تی‌اس در جنگل ۲           | وی‌ورس          | ریلتی شو از بی‌تی‌اس، ۵ قسمت                                        | [ ۸۵ ]        |

## واژه‌نامه
1. ↑  Waste It on Me
2. ↑  Who
3. ↑  Savage Love (Laxed – Siren Beat) [BTS Remix]
4. ↑  Butterfly Dream: BTS Open Media Exhibition
5. ↑  BTS Exhibition: 24/7=Serendipity (Five, Always)
6. ↑  BTS Museum
7. ↑  BTS China Job
8. ↑  American Hustle Life
9. ↑  BTS GO!
10. ↑  Let's BTS
11. ↑  BTS Bokbulbok
12. ↑  BTS GAYO
13. ↑  BTS: Bon Voyage